# Colaxes
Colaxes là một chi nhện trong họ Salticidae.